# Frihedspartiet i Østrig
 For alternative betydninger, se Frihedspartiet. (Se også artikler, som begynder med Frihedspartiet)
Det Østrigske Frihedsparti (tysk: Freiheitliche Partei Österreichs, forkortet FPÖ) er et østrigsk højrepopulistisk nationalkonservativt politisk parti, der blev grundlagt i 1956.
Partiet blev særligt kendt udenfor Østrigs grænser, da Jörg Haider var dets formand fra 1986 til april 2005 og gradvist gjorde partiet mere højrepopulistisk. Siden har partiet været ledet af Heinz-Christian Strache. Frihedspartiet bliver betragtet som populistisk og nationalistisk. Dets program omfatter bl.a. en strammere udlændingepolitik og hårdere retspolitik.

## Partiledere
- Anton Reinthaller (1956–1958)
- Friedrich Peter (1958–1978)
- Alexander Götz (1978–1979)
- Norbert Steger (1979–1986)
- Jörg Haider (1986–2000)
- Susanne Riess-Passer (2000–2002)
- Mathias Reichold (2002)
- Herbert Haupt (2002–2004)
- Ursula Haubner (2004–2005)
- Heinz-Christian Strache (2005–)